# Gustavo Adolfo Garcés
Gustavo Adolfo Garcés Escobar: poeta colombiano, nacido el 2 de enero de 1957, en Medellín. Reside en Bogotá desde 1987. Abogado de la Universidad de Antioquia y Maestro en Estudios Políticos de la Universidad Javeriana. Profesor de literatura y ciencia política, en las universidades de Antioquia, del Rosario y Javeriana de Bogotá. Coordinador de talleres en la Casa de Poesía José Asunción Silva. Asesor de la Delegada para la Prevención en Materia de Derechos Humanos y Asuntos Étnicos, de la Procuradoría General de la República de Colombia.

## Obras
- Libro de poemas (1987)
- Breves días (1992) (Premio Nacional de Poesía, Colcultura)
- Pequeño reino (1998)
- Espacios en blanco (2000)
- Libreta de apuntes (Antología, 2006)
- Breves días (Antología, 2010)
- Hasta el fin de los números (2012)
- Una palabra cada día (2015)

## Premios
- Premio nacional de poesía Instituto Colombiano de Cultura, Bogotá, 1992

Sobre Gustavo Adolfo Garcés se ha dicho:
"La poesía de Garcés trata de llegar a un límite a partir del cual las palabras no alcanzan y sólo queda la posibilidad de invitar a mirar detrás de ellas y a oír el silencio. En ello hay algo que acompaña a toda poesía digna de ser releída escrita desde comienzos del siglo XX y es una desconfianza visceral ante las palabras".
Rodrigo Zuleta. Crítico colombiano.
"Ni fácil moralismo, ni decoración, ni sentimentalismo. Visión pura, visión verbal, música del sentido. Estos breves versos apelan al canto interno, no a la música que conocemos, sino a una música que se descubre en el sentido mismo de las cosas que nombra. No se trata de una interiorización de aquello que llamamos “lirismo”. Es una búsqueda de una música detrás de la música: poema pulverizado. Por eso el gusto por los fragmentos, las partículas de la frase, los trozos léxicos, las astillas lingüísticas".
Jorge Cadavid, poeta y profesor colombiano en la Universidad Javeriana de Bogotá.

"Enseñanza mayor: alejamiento del palabreo conocido, entrada en el reino de la exactitud. [...] Garcés continúa en la línea de oposición a la verborrea y se nos muestra devoto de lo minucioso. Y tiene otras cercanías: William Carlos Williams y los objetivistas estadounidenses, José Manuel Arango, Pacheco, Creeley, Ungaretti, la poesía japonesa y china…"
Edgar O’Hara, crítico peruano y profesor en Washington University.
"Los temas van y vienen sin preocuparse de la unidad. Los une el aire de la risa, del humor, de la amistad. Los une el abrazo de una hermosa desnudez. Qué lejos está todo esto de la literatura, qué cerca de la poesía".
Luis Germán Sierra, poeta y crítico colombiano.